# Хароп (отец Эагра)
Хароп или Харопс (др.-греч. Χάροψ) — персонаж древнегреческой мифологии, фракиец, отец Эагра и дед Орфея. Согласно Диодору Сицилийскому, Хароп встал на сторону молодого бога виноделия Диониса в его конфликте с царём Ликургом, сыном Дрианта. Он предупредил Диониса о готовящемся нападении; после того, как Ликург погиб, Дионис сделал Харопа царём Фракии и «обучил его тайным обрядам, связанным с посвящениями».